# غل تشول
غل‌ تشول هي قرية في مقاطعة ورزقان، إيران. عدد سكان هذه القرية هو 172 في سنة 2006.